# Societat anònima esportiva
Una societat anònima esportiva és un tipus especial de societat anònima a Espanya, creada amb la Llei 10/1990 del 15 d'octubre i desenvolupada amb el Reial Decret 1251/1999 del 16 de juliol.

## Necessitat de la legislació específica
La Llei 10/1990, del 15 d'octubre de l'esport, al seu preàmbul, comenta sobre la necessitat de crear aquesta nova figura societària el següent:
| « | (...) En un primer nivel, la Ley propone un nuevo modelo de asociacionismo deportivo que persigue, por un lado el favorecer el asociacionismo deportivo de base, y por otro, establecer un modelo de responsabilidad jurídica y económica para los clubes que desarrollan actividades de carácter profesional. Lo primero se pretende lograr mediante la creación de clubes deportivos elementales, de constitución simplificada. Lo segundo, mediante la conversión de los clubes profesionales en Sociedades Anónimas Deportivas, o la creación de tales sociedades para los equipos profesionales de la modalidad deportiva que corresponda, nueva forma jurídica que, inspirada en el régimen general de las sociedades anónimas, incorpora determinadas especificidades para adaptarse al mundo del deporte. (...) | » |

Amb aquesta nova figura sociètaria, el legislador vol millorar la transparència econòmica i jurídica de les empreses que operen al món de l'esport professional a Espanya, i obrir la possibilitat que aquestes societats cotitzin en borsa tal com ho fan diferents societats futbolístiques italianes.
Fins a l'actualitat cap societat anònima esportiva havia sortit a borsa, en part perquè els clubs esportius que més ingressos obtenen, el Reial Madrid Club de Futbol i el Futbol Club Barcelona, continuen sent associacions esportives no mercantils.

## Legislació
Una societat anònima esportiva és un tipus especial de societat anònima, per això comparteix gran part de les característiques d'aquesta: es tracta d'una societat de responsabilitat limitada, de caràcter mercantil, i els seus titulars ho són en virtut d'una participació en el capital social a través de títols o accions. Al tenir responsabilitat limitada, els accionistes només responen amb el capital aportat a l'empresa.
Però té diferents especialitats per a afrontar els diversos problemes i mancances que havien mostrat les societats mercantils anteriors que havien treballat al món de l'esport professional.
El Reial Decret exigeix que es constitueixin com societats anònimes esportives de caràcter professional i d'àmbit estatal totes aquelles que es fixen a l'article 19 de la Llei 10/1990, de 15 d'octubre, de l'Esport, les disposicions transitòries del Reial Decret 1084/1991, de 5 de juliol, i al mateix Reial Decret.
En concret, es pot dir que són les entitats que tenen per objecte social el desenvolupament d'algun esport en competició de manera professional en un àmbit estatal. A més, la seva participació en competicions oficials es veu limitada a una sola modalitat esportiva.
La Llei de l'Esport enumera una sèrie d'especialitats de les societats anònimes esportives als articles 19 a 29. En destaquen:
- El seu objecte social està limitat per llei a la participació en competicions esportives de caràcter professional, a la promoció i desenvolupament d'activitats esportives, així com altres activitats relacionades o derivades d'aquesta pràctica.
- Han de tenir explícit la seva condició d'esportives a la seva raó social, canviant les sigles SA per SAD.
- S'ha de fixar un capital social mínim en funció de la mitjana de despeses realitzades i els saldos patrimonials negatius que han d'estar completament desembolsat.
- El Consejo Nacional de Deportes espanyol ha d'aprovar prèviament l'adquisició de més del 25% de les participacions d'una entitat.
- Obligació de presentar avals.